# Benedykt z Poznania
Benedykt z Poznania (ur. w XV wieku, zm. między 1522 a 1527 lub około 1529) – polski kronikarz z zakonu kanoników regularnych laterańskich, historyk.

## Biografia
Jego ojcem był mieszczanin poznański Grzegorz Sternberg. W 1491 wstąpił na Uniwersytet Krakowski. Przez 10 lat był proboszczem w Kotłowie. Następnie, prawdopodobnie przez 1512, przeniósł się do Wrocławia, gdzie w latach 1512–1523 był prepozytem klasztoru i szpitalna przy kościele Świętego Ducha.

## Twórczość
Benedykt z Poznania pozostawił twórczość łacińską, głównie o charakterze historycznym, w dużej części opartą na dziełach Jana Długosza.

### Dzieła
- Cronica ducum Silesie corrogata ex quodam libro monasterii Canonicorum Regularium sanctae Mariae in Glatz pragensis dioecesis (1518) – kronika książąt śląskich[1]
- Historia sancti Adalberti episcopi pragensis (1518) – żywot św. Wojciecha[1]
- Vita divi Presulis Cracoviensis Stanislai (1520) – żywot św. Stanisława[1]
- traktat antyluterański[1]
- kontynuacja katalogu biskupów wrocławskich Jana Długosza[1]
- tablica synchroniczna papieży i cesarzy[1]

### Dzieła przypisywane
- Historia sive cronica Petri comitis ex Dacia septuaginta septem ecclesiarum fundatoris – historia Piotra z Dacji, zawiera wzmiankę o zaginionym poemacie Carmen Mauri, z której wynika, że Benedykt widział to dzieło w 1520 w klasztorze św. Wincentego we Wrocławiu[1]
- Historia sive Cronica Petri Wlascidis aut Wlaszczyk sive uti alii Wlast, comitis de Ksansch ad differentiam Petri Daci comitis Skrynensis ipsius contemporanei – historia Piotra Włostowica[1]